# Tamba euryodia
Tamba euryodia là một loài bướm đêm trong họ Noctuidae.

## Hình ảnh

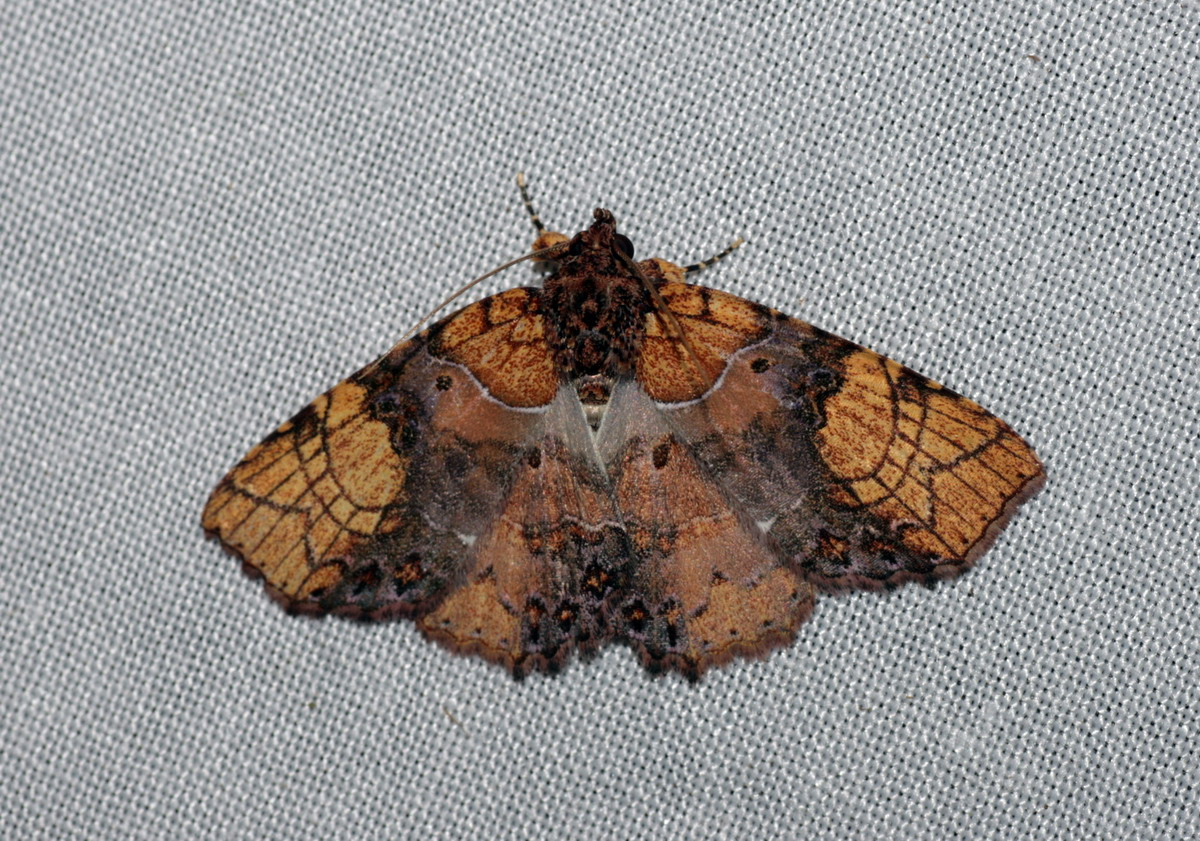